# リンカーン・スクウェア
リンカーン・スクウェア（Lincoln Square）は、イリノイ州シカゴのコミュニティ・エリアの1つでノース・サイドに位置している。

## 地形
シカゴの北部に位置しており、北にはウェスト・リッジ、東にはアップタウンとエッジウォーター、西にはノース・パークとオールバニー・パーク、南にはノース・センターと接している。
リンカーン・スクウェアの20パーセントの面積をローズヒル墓地が占めている。

## 区域
- アンダーソンヴィル
- ボウマンヴィル
- バッドロング・ウッズ
- レイヴンズウッド
- リンカーン・スクウェア
- レイヴンズウッド・ガーデンズ

## 交通
シカゴ交通局（CTA）のブラウン線が通っており、ロックウェル駅、ウェスタン駅、デイメン駅、モントローズ駅がある。

## 施設
- ローズヒル墓地